# Distritos militares da Rússia

Distritos militares da Rússia desde 2021
Distrito Militar do Norte
Distrito Militar Leste
Distrito Militar Central
Distrito Militar do Sul
Distrito Militar Ocidental

Os Distritos militares na Rússia servem como divisões administrativas para as Forças Armadas Russas. Cada distrito apresenta um território geográfico baseado nos súditos federais da Rússia e um quartel-general que administra as unidades militares baseadas no respectivo território.
Atualmente, existem cinco distritos militares na Rússia: Ocidental, Central, Oriental, Sul e Norte.

## Lista de distritos militares

### 26 de dezembro de 1991
Após a dissolução da União Soviética, a Rússia manteve um número decrescente de distritos militares das ex-Forças Armadas Soviéticas.
- Distrito Militar de Leningrado;
- Distrito Militar de Moscou;
- Distrito Militar do Norte do Cáucaso;
- Distrito Militar do Volga;
- Distrito Militar dos Urais;
- Distrito Militar da Sibéria;
- Distrito Militar de Transbaikal;
- Distrito Militar do Extremo Oriente;
- Região Especial de Kaliningrado.

### 27 de julho de 1998

Distritos militares da Rússia (1992-1998)

Distritos militares da Rússia de acordo com o Decreto do Presidente da Rússia nº 900 em 27 de julho de 1998.
- Distrito Militar de Leningrado;
- Distrito Militar de Moscou;
- Distrito Militar do Norte do Cáucaso;
- Distrito Militar do Volga;
- Distrito Militar dos Urais;
- Distrito Militar da Sibéria;
- Distrito Militar do Extremo Oriente;
- Região Especial de Kaliningrado.

### 01 de setembro de 2001

Distritos militares da Rússia (2001-2010)

O Distrito Militar do Volga e o Distrito Militar dos Urais foram fundidos no Distrito Militar do Volga-Urais de acordo com o Decreto do Presidente da Rússia № 337с em 24 de março de 2001.
O Decreto do Presidente da Rússia nº 1764, de 12 de dezembro de 2008, mudou os nomes das regiões após fusões de súditos federais.
- Distrito Militar de Leningrado;
- Distrito Militar de Moscou;
- Distrito Militar do Norte do Cáucaso;
- Distrito Militar Volga-Urais;
- Distrito Militar da Sibéria;
- Distrito Militar do Extremo Oriente;
- Região Especial de Kaliningrado.

### 01 de setembro de 2010

Distritos militares da Rússia a partir de 1 de setembro de 2010

O Distrito Militar de Leningrado, o Distrito Militar de Moscou e a Região Especial de Kaliningrado foram fundidos para formar o Distrito Militar Ocidental.
- Distrito Militar Ocidental;
- Distrito Militar do Norte do Cáucaso;
- Distrito Militar Volga-Urais;
- Distrito Militar da Sibéria;
- Distrito Militar do Extremo Oriente.

### 01 dezembro de 2010

Distritos militares da Rússia em 1º de dezembro de 2010

Desde 1º de dezembro de 2010, todos os distritos militares, exceto o Distrito Militar Ocidental, foram substituídos por três distritos maiores, com base nas recomendações das reformas militares russas de 2008. O Distrito Militar Central foi formado a partir da fusão do Distrito Militar do Volga-Urais e a maior parte do Distrito Militar da Sibéria, com o restante (Buriácia e Krai da Transbaicália) transferido para o Distrito Militar do Extremo Oriente para formar o Distrito Militar do Leste. O Distrito Militar do Norte do Cáucaso foi substituído pelo Distrito Militar do Sul. A reforma estava de acordo com o Decreto do Presidente da Rússia nº 1.144 de 20 de setembro de 2010.
- Distrito Militar Ocidental com sede em São Petersburgo;
- Distrito Militar do Sul com sede em Rostov-on-Don;
- Distrito Militar Central com sede em Ekaterinburg;
- Distrito Militar Oriental com sede em Khabarovsk.

### 02 de abril de 2014

Distritos militares da Rússia em 2 de abril de 2014

O Distrito Militar do Sul foi ampliado para incluir os territórios da República da Crimeia e Sevastopol após a anexação russa da Crimeia em 2014.

### 15 de dezembro de 2014

Distritos militares da Rússia a partir de 2016

Em 15 de dezembro de 2014, a Frota do Norte da Marinha Russa foi removida do Distrito Militar Ocidental e os limites de sua jurisdição expandidos para formar o Comando Estratégico Conjunto da Frota do Norte. O novo comando militar incluía o Oblast de Murmansk, Oblast de Arkhangelsk e numerosas ilhas russas no Oceano Ártico.

### 01 de janeiro de 2021
O Comando Estratégico Conjunto da Frota do Norte foi o único comando militar a ser transformado em um distrito militar de pleno direito, de acordo com o Decreto do Presidente Vladimir Putin de 5 de junho de 2020. Desde 1º de janeiro de 2021, a Frota do Norte mantém o status de um distrito militar, e seu comando estratégico conjunto tornou-se o Distrito Militar do Norte.

### 17 de janeiro de 2023
As autoridades russas restabeleceram os distritos militares de Moscou e Leningrado.